# Harlem Simiona
Harlem Thorn Simiona (ur. 3 września 1992 w Rotorua) – piłkarz z Wysp Cooka grający na pozycji napastnika w klubie Tupapa FC.

## Kariera reprezentacyjna
| Mecze i gole w reprezentacji | Mecze i gole w reprezentacji | Mecze i gole w reprezentacji | Mecze i gole w reprezentacji | Mecze i gole w reprezentacji | Mecze i gole w reprezentacji | Mecze i gole w reprezentacji | Mecze i gole w reprezentacji         |
| Wyspy Cooka                  | Wyspy Cooka                  | Wyspy Cooka                  | Wyspy Cooka                  | Wyspy Cooka                  | Wyspy Cooka                  | Wyspy Cooka                  | Wyspy Cooka                          |
| Lp.                          | Data                         | Miejsce                      | Gospodarz                    | Gość                         | Wynik                        | Gol                          | Rozgrywki                            |
| ---------------------------- | ---------------------------- | ---------------------------- | ---------------------------- | ---------------------------- | ---------------------------- | ---------------------------- | ------------------------------------ |
| 1.                           | 31.08.2015                   | Nukuʻalofa                   | Tonga                        | Wyspy Cooka                  | 0:3                          |                              | Mistrzostwa Świata 2018 – eliminacje |
| 2.                           | 02.09.2015                   | Nukuʻalofa                   | Samoa                        | Wyspy Cooka                  | 0:1                          |                              | Mistrzostwa Świata 2018 – eliminacje |
| 3.                           | 04.09.2015                   | Nukuʻalofa                   | Samoa Amerykańskie           | Wyspy Cooka                  | 2:0                          |                              | Mistrzostwa Świata 2018 – eliminacje |

## Sukcesy
Sukcesy w karierze klubowej:
- I liga Wysp Cooka w piłce nożnej – 3x, z Tupapa FC, sezony 2015, 2019 i 2020